# Ruisseau de Rohan
Ruisseau de Rohan – rzeka we Francji, przepływająca przez teren departamentu Morbihan, o długości 14 km. Stanowi dopływ rzeki Marle.